# Rhopalizarius mildbraedi
Rhopalizarius mildbraedi är en skalbaggsart som beskrevs av Schmidt 1922. Rhopalizarius mildbraedi ingår i släktet Rhopalizarius och familjen långhorningar. Inga underarter finns listade i Catalogue of Life.